# Vigoulant
 Vigoulant  es una población y comuna francesa, en la región de  Centro, departamento de Indre, en el distrito de La Châtre y cantón de Sainte-Sévère-sur-Indre.

## Demografía
| 256 | 227 | 175 | 135 | 104 | 109 |
| Para los censos de 1962 a 1999 la población legal corresponde a la población sin duplicidades (Fuente: INSEE [Consultar]) |     |     |     |     |     |